# Blank Dogs
Blank Dogs est un groupe de post-punk américain, originaire du quartier de Brooklyn à New York. C'est surtout le nom de scène de Mike Sniper, multi-instrumentiste qui jouait précédemment dans DC Snipers.

## Biographie
Les premiers enregistrements de Blank Dogs sortent en 2007, suivis de quasiment une douzaine d'autres en 2008, dans divers formats, (parmi lesquels une anthologie chez Troubleman Unlimited). En 2009, Blank Dogs signe avec le label In the Red, un album plus que complet, Under and Under (la version vinyle tient sur deux disques et contient des pistes supplémentaires). Les groupes voisins Crystal Stilts et Vivian Girls  y figurent comme invités. En 2008, le groupe est élu « groupe à attendre ». En 2009 sort l'album Under and Under. Il est suivi par Land and Fixed en 2010.

## Discographie

### Albums studio
- 2008 : On Two Sides (cassette, Fuck It Tapes / LP, Troubleman Unlimited / CD, Sacred Bones)
- 2009 : Under and Under (LPx2, CD, In the Red Records)
- 2010 : Land and Fixed (Captured Tracks)

### EP
- 2007 : The First Two Weeks (12" Freedom School)
- 2007 : Yellow Mice Sleep (7" HoZac)
- 2007 : Diana (the Herald) (12" Sacred Bones)
- 2008 : The Fields (12" Woodsist / cassette, Fuck It Tapes / CD Woodist)
- 2008 : Mirror Lights (cassette, Drone Erant)
- 2008 : Captured Tracks Vol. 1 (CD-R, Captured Tracks)
- 2009 : Seconds (Captured Tracks)
- 2010 : Phrases (Captured Tracks)

### Singles
- 2007 : The Doorbell Fire (7", Sweet Rot)
- 2007 : Two Months (7", Florida's Dying)
- 2008 : Stuck Inside The World (7", Daggerman)
- 2008 : Setting Fire To Your House (7", 4:2:2)
- 2009 : In Here (Slow Room/Anywhere) (7", Down In The Ground, (Captured Tracks))
- 2009 : Waiting (7", In The Red Records)

### Compilations
- 2008 : Blank Box
- 2008 : Year One  (cassette, Fuck It Tapes / LP, CD, Sacred Bones)
- 2009 : (one song on) The World's Lousy With Ideas Vol. 8 (Almost Ready Records)